# Церковь Святейшего Сердца Иисуса (Далянь)

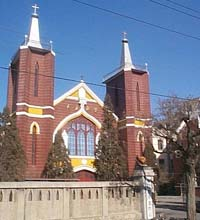
Церковь Святейшего Сердца Иисуса, Далянь, Китай

Церковь Святейшего Сердца Иисуса (кит. 大连天主教堂) — католическая церковь, находящаяся в городе Далянь, Китай. Храм является охраняемым историческо-архитектурным памятником и единственной католической церковью в Даляне.

## История
После русско-японской войны японские католики, работавшие на Южно-Маньчжурской железной дороге, инициировали сбор средств для строительства католического храма в Даляне, которое было завершено в 1926 году. В 1931 году китайские католики построили в Даляне отдельный храм и китайская община перешла в свой приход.
После II Мировой войны католики японского происхождения покинули Далянь и церковь Святейшего Сердца Иисуса заняли китайские католики. Во время культурной революции приход Святейшего Сердца Иисуса остался без священника, который был сослан на сельскохозяйственные работы. В 1980 году, когда из ссылки вернулся священник, в храме возобновились регулярные богослужения.
В 2002 году церковь Святейшего Сердца Иисуса в Даляне была объявлена городским историческо-архитектурным памятником.